# Reborn Dogs
Reborn Dogs (рус. — «Возрождённые псы») — шестой студийный альбом немецкой группы Holy Moses. Был записан и выпущен в октябре 1992 года. Переиздан в 2006 году с тремя бонус-треками.

## Список композиций
1. «Clash My Soul» — 2:26
2. «Decapitated Mind» — 3:31
3. «Welcome to the Real World» — 3:32
4. «Reborn Dogs» — 3:45
5. «Fuck You» — 3:24
6. «Third Birth» — 3:10
7. «Deadicate» — 4:10
8. «Five Year Plan» (D.R.I. cover) — 3:46
9. «Process of Pain» — 2:59
10. «Reverse» — 3:08
11. «Dancing with the Dead» — 5:21

Бонус-треки 2006 года:
1. «Fuck You»
2. «Master of Disaster»
3. «Lost in the Maze»

## Участники записи
- Сабина Классен — вокал
- Энди Классен — гитара
- Бенни Шнелль — бас
- Свен Хервиг — ударные